# Leonardo Nascimento
Leonardo Ferreira Do Nascimento (ur. 16 marca 1995 w Belo Horizonte) – brazylijski siatkarz, grający na pozycji przyjmującego, reprezentant Brazylii. 

## Przebieg kariery
| Lata      | Klub                           |
| --------- | ------------------------------ |
| –2014     | Sada Cruzeiro Vôlei (juniorzy) |
| 2014–2017 | Sada Cruzeiro Vôlei            |
| 2017–2018 | Juiz de Fora Vôlei             |
| 2018–2019 | Sada Cruzeiro Vôlei            |
| 2019–2021 | Spor Toto                      |
| 2021–2022 | Fiat/Gerdau/Minas              |
| 2022–     | Montpellier HSC VB             |

## Sukcesy klubowe
Klubowe Mistrzostwa Ameryki Południowej:
- 2016, 2017, 2019
- 2015, 2022

Mistrzostwo Brazylii:
- 2015, 2016, 2017
- 2022
- 2019

Superpuchar Brazylii:
- 2015, 2016

Klubowe Mistrzostwa Świata:
- 2015, 2016[6]

Puchar Brazylii:
- 2016, 2019, 2022

Puchar Turcji:
- 2021[7]

Superpuchar Francji:
- 2022[8]

## Sukcesy reprezentacyjne
Mistrzostwa Ameryki Południowej Kadetów:
- 2012

Mistrzostwa Ameryki Południowej Juniorów:
- 2014

Mistrzostwa Ameryki Południowej U-23:
- 2014, 2016[9]

Mistrzostwa Świata U-21:
- 2013

Puchar Panamerykański:
- 2018